# Cuevas del materal
Cuevas del Materal (lugar turístico) La cueva del Materal, lugar turístico ubicado a 175 km. de la ciudad de Santa Cruz de la Sierra, se encuentra en la provincia Vallegrande , conocido por ser una atracción arqueológica debido a ofrecer una gran variedad de figuras mascariformes, además de considerarse un tesoro geológico y antropológico.

## Historia
Durante las épocas antes de Cristo en distintas zonas del país, se observa una riqueza en tradiciones ancestrales, que abundan en sitios de Pintura rupestre, como en las cavernas de Mataral, que se utilizaban y aún continúan siendo frecuentadas por comunidades locales con diversas creencias el fin de realizar ceremonias místicas y de ofrendas a sus respectivas deidades. Atracción turística Este sitio es considerado como Atracción turística, por presentar una serie de figuras o pinturas en el interior de las cavernas, que relatan los testimonios de las tradiciones ancestrales de los pueblos de tradición andina amazónica y Petroglifo de hombres prehistóricos. Son cavernas que tienen una antigüedad aproximada de 4.000 años a.C.
También en el departamento de Santa Cruz (Bolivia), la cueva de Mataral ofrece figuras mascariformes que son testimonio de las tradiciones ancestrales de los pueblos de transición andino amazónica. Es quizá uno de los sitios de arte rupestre más conocidos del país. Se encuentra en la provincia de Vallegrande, y a 175 kilómetros de la ciudad de Santa Cruz.
Las cuevas de Mataral son un verdadero tesoro geológico y antropológico, en el interior de las cavernas hay pinturas rupestres y petroglifos de hombres prehistóricos, se calcula que del año 4.000 A.C. Las cuevas de Mataral se ubican a 65 km de Samaipata (camino a Cochabamba). Otro paseo imperdible es el desierto de Mataral con formaciones geológicas interesantes y una gran variedad de cactus. Bolivia es un país muy rico en tradiciones ancestrales. Existen abundantes sitios de arte rupestre en laderas de ríos, cuevas y formaciones rocosas. Es particularmente especial, en el contexto mundial, dado que muchos de estos sitios aún son reutilizados por las comunidades locales para sus ceremonias místicas y de ofrendas .